# Hollywood PQ
Hollywood PQ était une émission de télévision québécoise, une parodie de talk-show américain, diffusée du 30 septembre 1999 à 2002 à MusiquePlus.

## Production
Alain Simard, alias Alan C. Moore, qui avait déjà concocté l'émission Parodies sur terre, signait les textes, la réalisation et le montage de l'émission en plus d'interpréter divers personnages, dont le chanteur de charme Nat King Kong, ainsi que l'incomparable Joe Maximum. Le comédien Angelo Cadet quant à lui interprétait le rôle de Woody Holly, animateur du faux talk-show, mais contrairement à la rumeur populaire ce dernier ne participait ni à l'écriture, ni à la réalisation de Hollywood PQ.  Alain Simard a donc été non seulement le créateur du concept, mais aussi le seul auteur et le seul réalisateur de l'émission. Comme cette émission n'a jamais été très exploitée par la chaîne Musiqueplus, il n'existe aujourd'hui aucun document visuel officiel sur le marché.